# Brigham Young University
La Brigham Young University è un'università privata statunitense. Il campus universitario si trova a Provo, nella Salt Lake Valley.

## Storia
L'università, fondata nel 1875 durante la presidenza di Ulysses S. Grant, trae il suo nome da Brigham Young, secondo presidente della Chiesa di Gesù Cristo dei santi degli ultimi giorni, o Chiesa Mormone, a capo dei pionieri che per primi, nella seconda metà del diciannovesimo secolo, colonizzarono i territori che sarebbero in seguito divenuti quello che oggi è lo Stato dello Utah. Il nome dell'università viene spesso abbreviato in BYU o più semplicemente in Y (una grande Y bianca campeggia infatti sui monti a ridosso del campus), in contrapposizione alla U, cioè la University dello Utah di Salt Lake City. Le due scuole sono infatti le due più grandi università dello stato.
La BYU è proprietà della Chiesa Mormone, e la quasi totalità dei suoi studenti è composta da membri della Chiesa. Ogni studente della BYU, al momento dell'iscrizione, firma ciò che viene chiamato Honor Code and Dress and Grooming Standards, un contratto con il quale si impegna a rispettare un codice morale che include l'astensione da rapporti sessuali prematrimoniali, linguaggio volgare, tabacco, tè, caffè, cannabis e droghe pesanti, e l'impegno a vestirsi modestamente. Il contratto, che per i membri della Chiesa include anche l'impegno a frequentare i servizi domenicali, può portare anche all'espulsione dello studente dalla scuola qualora esso non venisse rispettato.
L'indice di matrimoni all'interno della scuola è tra i più alti in America, tanto che al momento della laurea più del 50% degli studenti è sposato.  La BYU Television è la televisione satellitare e via cavo ufficiale della Chiesa di Gesù Cristo dei santi degli ultimi giorni interamente gestita dalla Brigham Young University.
Le squadre sportive dell'università sono denominate BYU Cougars, tra queste l'omonima squadra calcistica che ha militato dal 2003 al 2017 nella Premier Development League.